# Real Kiewit
Le Real Kiewit est un club de handball, situé à Hasselt dans l'ancienne commune de Kiewit, dans la Limbourg en Belgique.

## Histoire
Le Real Kiewit fut fondé le 18 avril 1996, il obtient donc le matricule 412.